# جواز سفر موريتاني
جواز سفر الموريتاني وثيقة رسمية تصدر لمواطني موريتانيا، للسفر الدولي. اعتبارًا من 2 يوليو 2019 كان الموريتانيون يتمتعون 58 دولة وإقليم بدون تأشيرة أو تأشيرة عند الوصول مما جعل جواز السفر الموريتاني يحتل المرتبة 86 من حيث حرية السفر وفقًا مؤشر هينلي لجوازات السفر.